# Cité de Mandurah
La Cité de Mandurah (City of Mandurah en anglais) est une zone d'administration locale sur la côte sud-est de l'Australie-Occidentale en Australie à environ 75 kilomètres au sud de Perth. 
La zone a 12 conseillers à raison de 3 pour chacune des 4 circonscriptions:
- East Ward
- North Ward
- Coastal Ward
- Town Ward.